# General Villegas (partido)
Pour les articles homonymes, voir Villegas.
Le partido de General Villegas est une subdivision de la province argentine de Buenos Aires. Fondé en 1877, son chef-lieu est General Villegas.